# Alamaailman Vasarat
Alamaailman Vasarat (del finés al español "Los Martillos del Inframundo") es un grupo musical de Finlandia. Su música abarca una gran cantidad de estilos e influencias y por lo tanto es difícil de clasificar. En su página web se refieren en broma a su estilo de música como: "kebab-kosher-jazz-films-traffic-punk-music". Gran parte de su música es una reminiscencia de la música klezmer. El grupo a pesar de tener una popularidad intermedia, no alcanzó un éxito sumamente popular, por lo que en la actualidad se le considera como un grupo de culto.
Alamaailman Vasarat fue creada por el baterista Teemu Hänninen y Jarno Sarkula, que tocaba el bajo anteriormente, pero cambió a saxo soprano. La popularidad de la banda fue encendida en parte por las apariciones de Jarno Sarkula en la televisión, en la ya desaparecida MoonTv, un canal de la televisión por cable finlandés. En ese canal también se emitieron los vídeos del álbum de debut de la banda "Vasaraasia".
El álbum de debut Vasaraasia estuvo en el "Europe Top-20" con un pico en el puesto número 7.
Alamaailman Vasarat también ha compuesto música para cine. La última vez fue para una película de animación llamada "Elukka", de Tatu Pohjavirta, y para una próxima película de larga duración sobre el pintor finlandés Kalervo Palsa por Pekka Lehto.
El grupo entró en hiato desde el 2014 pero sin tener una separación oficial, El fundador del grupo Jarno Sarkula falleció el 12 de julio de 2020 en Coímbra, Portugal, a la edad de 47 años.

## Integrantes

### Formación actual
- Jarkko Niemelä - trompeta, trompa alto (2012 - actualmente)
- Miikka Huttunen - piano, teclados, melódica (? - actualmente)
- Tuukka Helminen - violonchelo (2002 - actualmente)
- Marko Manninen - violonchelo (? - actualmente)
- Santeri Saksala - batería, percusión (2010 - actualmente)

### Exintegrantes
- Jarno Sarkula - saxofón, clarinete (sopranino, soprano, contralto, tenor, bajo y clarinete contrabajo), instrumentos de viento (1997 - 2014) (fallecido en 2020)
- Erno Haukkala - trombón, tuba, trombón piccolo (1999 - 2011)
- Teemu Hänninen - batería, percusión (1997 - 2010)

## Discografía

### Álbumes de estudio
- 2000: "Vasaraasia" (Wolfgang Records)
- 2004: "Käärmelautakunta" (Wolfgang Records)
- 2005: "Kinaporin Kalifaatti" (con "Tuomari Nurmio") (Pyramid, Svart Records)
- 2007: "Maahan" (Wolfgang Records)
- 2009: "Huro Hokko" (Laskeuma Records)
- 2012: "Valta" (Laskeuma Records)

### Recopilaciones
- 2010: "Lomilla Haudasta" (DVD) (Laskeuma Records)